# Gens Pompeya
La gens Pompeya (en latín, gens Pompeia) fue un conjunto de familias de la Antigua Roma que compartían el nomen Pompeyo. Sus miembros conocidos más antiguos aparecen en el siglo II a. C., datados unos años antes del consulado de Quinto Pompeyo en el año 141 a. C. En época republicana la gens estuvo representada en los fastos por dos familias: los Pompeyos Rufos y los Pompeyos picenos. A la segunda perteneció Pompeyo el Grande, el más conocido de todos. Durante el Imperio, y en parte por las concesiones de ciudadanía hechas por Pompeyo, el número de familias se multiplicó y no menos de una docena de Pompeyos alcanzaron el consulado. La emperatriz Pompeya Plotina, esposa de Trajano, fue miembro de esta gens.

## Miembros
- Lucio Pompeyo, tribuno militar en 171 a. C., en el ejército de Publio Licinio Craso, que estuvo en la guerra en contra el rey Perseo de Macedonia
- Quinto Pompeyo. Nombre de varios políticos que vivieron durante la República y el Imperio
- Aulo Pompeyo. Nombre de dos políticos que vivieron durante la República Romana
- Pompeyo Trogo, historiador romano
- Sexto Pompeyo, pariente de Pompeyo el Grande
- Cneo Pompeyo Estrabón, padre de Pompeyo el Grande
- Cneo Pompeyo Magno (Pompeyo El Grande), el famoso general y político romano
- Cneo Pompeyo el Joven, el hijo mayor de Pompeyo el Grande
- Sexto Pompeyo, el hijo menor de Pompeyo el Grande
- Cneo Pompeyo, consul suffectus en 31 a. C.
- Quintus Pompeius Macer, pretor que vivió durante el reinado del emperador Tiberio
- Pompeyo Urbico, caballero que vivió durante el reinado del emperador Claudio
- Cneo Pompeyo Magno, primer marido de la princesa romana Antonia, y yerno del emperador Claudio
- Cayo Pompeyo Longino Gallo, cónsul de 49
- Pompeyo Eliano, cuestor que vivió durante el reinado del emperador Nerón
- Pompeyo, coronel de la guardia de seguridad que vivó durante el reinado del emperador Nerón
- Lucio Pompeyo Plotio, gobernador romano de la Germania Inferior en 57
- Marco Pompeyo Silvano, gobernador romano de África en el siglo I
- Lucio Pompeyo, padre de la emperatriz romana Pompeya Plotina
- Quinto Pompeyo Falcón, político que vivió en el siglo II